# Lacronia
Lacronia is een geslacht van hooiwagens uit de familie Gonyleptidae.
De wetenschappelijke naam Lacronia is voor het eerst geldig gepubliceerd door Strand in 1942. 

## Soorten
Lacronia is monotypisch en omvat slechts de volgende soort:
- Lacronia serripes